# Marius Kusch
Marius Kusch (né le 5 mai 1993 à Datteln) est un nageur allemand, spécialiste du papillon.

Il participe au 100 m papillon des Championnats du monde 2017. En 2018, il fait partie du relais allemand médaillé de bronze en relais 4 × 100 m aux championnats d’Europe, avec Christian Diener, Fabian Schwingenschlögl et Damian Wierling. 